# CEI 23-50

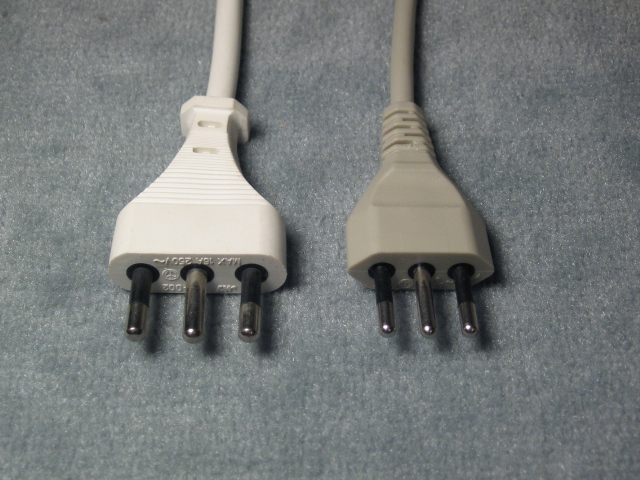
3-polige Stecker CEI 23-50 S17 (16 Ampere) und CEI 23-50 S11 (10 Ampere)

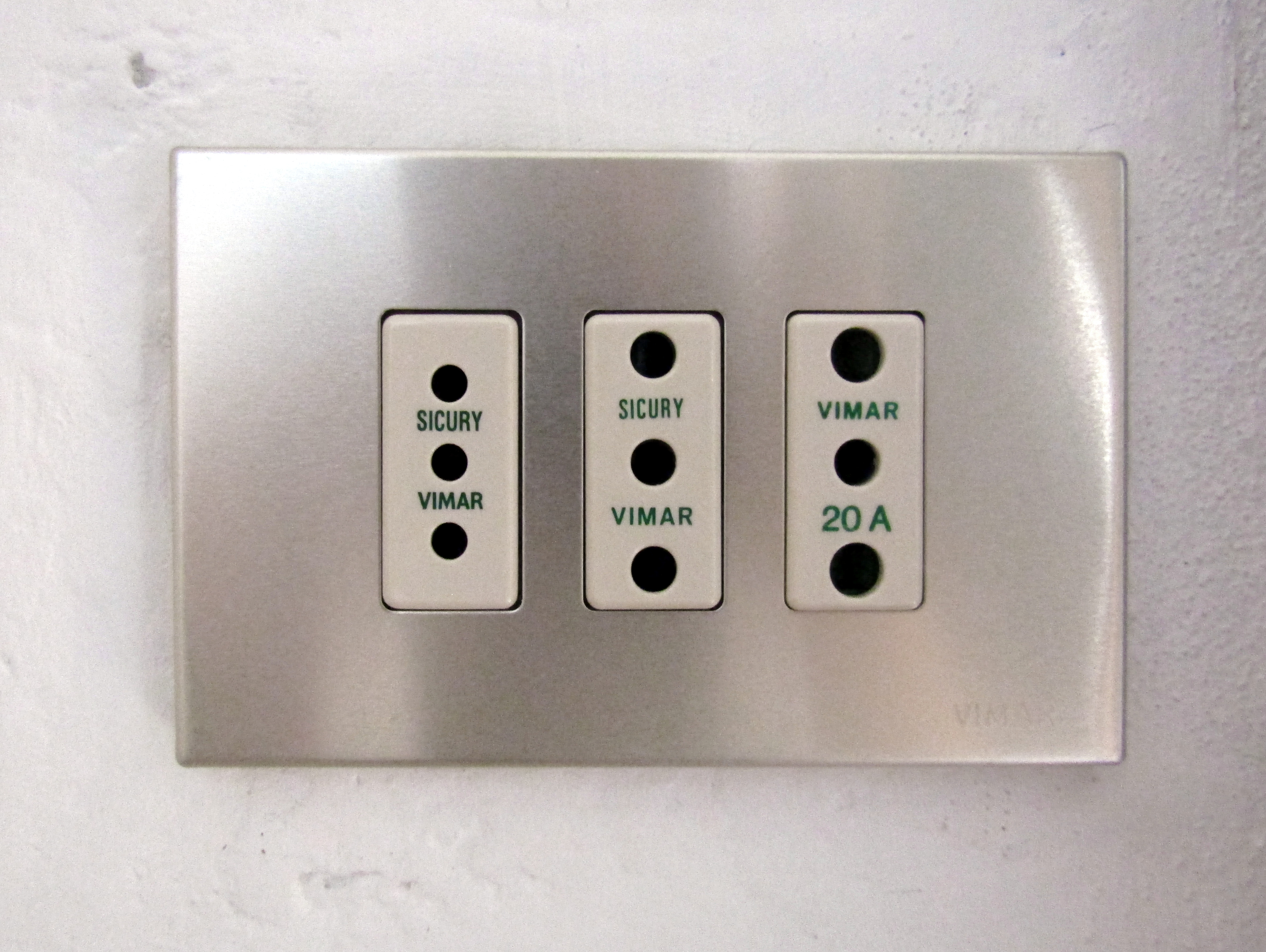
10-Ampere-, 16-Ampere- und 20-Ampere-Steckdose. Die Varianten für 20 A und 16 A sind hierarchisch abwärtskompatibel, da der Stecker für 16 A zwar in die Steckdose für 20 A passt, der Stecker für 20 A hingegen nicht in die Steckdose für 16 A.

Die CEI 23-50 ist eine italienische Norm für Stecker und Steckdosen für den Hausgebrauch und ähnliche Zwecke (»Spine e prese per usi domestici e similari«). Die zugehörigen Stecker werden landläufig als Stecker-Typ L bezeichnet, auch wenn es sich eigentlich um mindestens zwei verschiedene Steckertypen mit zueinander nicht kompatiblen Stiftabständen handelt. Gemein ist den beiden Steckertypen, dass sie drei in einer Linie angeordnete Kontaktstifte haben.

## Aufbau, Spannung und Strom
|      | Zweipolig                         | Dreipolig                         |
| ---- | --------------------------------- | --------------------------------- |
| 10 A | CEI 23-50 S10                     | CEI 23-50 S11                     |
| 16 A | (Kein Bildmaterial) CEI 23-50 S16 | (Kein Bildmaterial) CEI 23-50 S17 |

Beide Varianten des Stecksystems besitzen zwei runde Kontaktstifte für Außenleiter und Neutralleiter, deren Schaft isoliert ist. In der Mitte ist optional ein weiterer, gleich langer, aber nicht isolierter Kontaktstift für den Schutzleiter. Ein Schutzkragen um die Steckdose ist nicht vorgesehen. Kupplungen an Verlängerungskabeln und Steckerleisten sind daher durch einen mechanischen Schutz gegen einpoliges Einführen von Steckern gesichert. Das System wird üblicherweise mit 220 bis 230 Volt Wechselspannung, 50 Hertz, benutzt.

### 10-Ampere-Stecker
Bei der Variante 1 beträgt der Abstand der äußeren Pins 19 Millimeter, der Erdungspin liegt in der Mitte. Die Stifte sind 4,5 Millimeter dick. Die äußeren Stifte verfügen über einen Berührungsschutz. Die maximale Stromstärke für Variante 1 beträgt 10 Ampere. Der Eurostecker wurde so entworfen, dass er in Steckdosen der Variante 1 passt.

### 16-Ampere-Stecker
Variante 2 ist für Ströme bis zu 16 Ampere ausgelegt und zeichnet sich durch 5,1 Millimeter dicke Kontaktstifte aus, der Abstand der äußeren Stifte beträgt jedoch 26 Millimeter (etwa 1 Inch). Das bedeutet, dass die beiden Varianten zueinander inkompatibel sind. Der Erdungsstift liegt wieder zwischen den stromleitenden Stiften.

## Historischer Hintergrund
Der Umstand zweier mechanisch nicht kompatibler Stiftabstände hat sich dadurch ergeben, dass Italien in der ersten Hälfte des 20. Jahrhunderts zahlreiche regionale Stromnetze mit typischerweise zwei Haushaltsspannungen hatte – oft zu 42 Hz, da Italien Material von den ungarischen Ganz-Werken bezog. In der folgenden Auflistung sind Regionen, die nicht mehr zum italienischen Staatsgebiet gehören, eingeklammert.
105/105 V: 
Rom*
105/210 V: 
(Rijeka)
110/110 V: 
Triest*
110/190 V: 
Pisa, 
Sondrio
120/210 V: 
Terni
125/220 V: 
Arezzo, 
Belluno, 
Bologna, 
Brescia, 
Como, 
Cremona, 
Ferrara, 
Forlì, 
Genua, 
Gorizia*, 
Imperia, 
Mantua, 
Massa, 
Modena, 
Novara, 
Pavia, 
Reggio Calabria, 
Reggio nell’Emilia*, 
Rom*, 
Turin, 
Trapani, 
Treviso, 
Triest*, 
Udine, 
Varese, 
Venedig, 
Vercelli*, 
Verona, 
Vicenza
125/250 V: 
Parma*
127/220 V: 
Ancona, 
Asti, 
Foggia, 
L’Aquila, 
Macerata, 
Matera, 
Perugia, 
Pesaro, 
Pescara, 
Potenza, 
Ravenna, 
Rieti, 
Teramo
127/260 V: 
Ascoli Piceno
130/230 V: 
Padua
137/240 V: 
Campobasso
140/240 V: 
Viterbo
150/250 V: 
Palermo
150/260 V: 
Agrigent, 
Aosta, 
Avellino, 
Bari, 
Benevento, 
Cagliari, 
Caserta, 
Catania, 
Catanzaro, 
Chieti, 
Cosenza, 
Frosinone, 
Grosseto, 
Lecce, 
Livorno, 
Lucca, 
Messina, 
Neapel, 
Pistoia, 
Reggio nell’Emilia*, 
Sassari, 
Savona, 
Syrakus, 
Tarent
150/300 V: 
Parma*, 
(Zadar)
160/160 V: 
Mailand*, 
Vercelli*
160/275 V: 
Florenz
160/280 V: 
Alessandria, 
Bergamo, 
Mailand*
220/220 V: 
Trient
220/380 V: 
Gorizia*, 
(Pula)
* = Zwei verschiedene Stromversorger in derselben Region mit unterschiedlichen Betriebsspannungen.
Der Stecker mit 19 mm Stiftabstand wurde für die niedrige Spannung verwendet, der Stecker mit 26 mm Stiftabstand hingegen für die höhere. Üblicherweise wurde die höhere Spannung durch die Verwendung zweier Phasen erreicht, wodurch eine Verpolungssicherheit keinen Sinn hatte, da ohnehin beide Außenleiter geschaltet werden mussten, um Spannungsfreiheit zu erreichen. (Vgl. das aus Deutschland stammende Schuko-System, das ebenfalls nicht verpolungssicher ist.)
Jede der beiden Spannungen wurde mit einem eigenen Stromzähler versehen, wodurch verschiedene Tarife für Kleingeräte und große Verbraucher verrechnet werden konnten.
Die 1945 an Jugoslawien abgetretenen Gebiete wurden ans jugoslawische Stromnetz angeschlossen und die Spannung auf 220 V zu 50 Hz gebracht. Im verbliebenen italienischen Staatsgebiet wurde 1950 mit der Vereinheitlichung auf 220 V 50 Hz und später 230 V begonnen. Das letzte Netz mit 120 V wurde im Jahre 1999 in Latium umgestellt.

## Kompatibilität

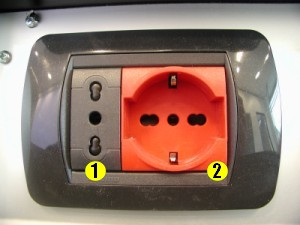
1. Kombidose »bipasso« 10/16 A
2. »schuko bipasso«

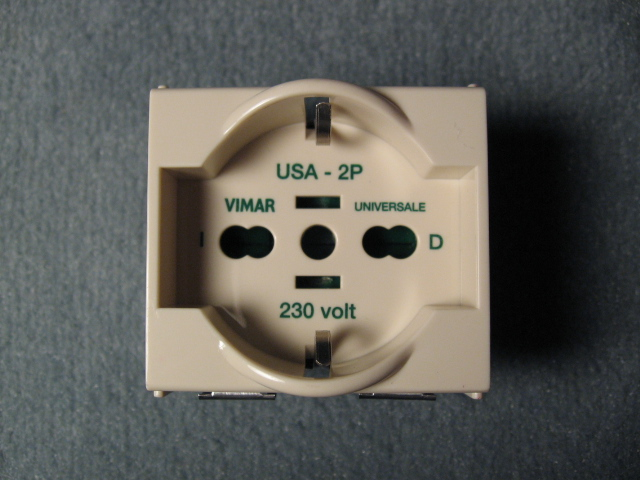
Für Stecker Typ A (aber 230 V!), Typ F (Schuko) und Typ L 10/16 A

Steckdosen für 10 Ampere können Eurostecker und den zweipoligen Schweizer Stecker für 10 Ampere (SN 441011 Typ 11) aufnehmen, nicht jedoch Konturenstecker, Schukostecker oder Typ-E-Stecker, da diese dickere Stifte haben.
Steckdosen für 16 Ampere können auch keinen Konturenstecker, Schuko-Stecker oder 2P+T-Stecker (Stecker-Typ E) aufnehmen – zwar stimmt die Stiftstärke, aber der Abstand ist zu groß.
In Steckdosen für 10 Ampere passen auch GOST-7396-Stecker mit dünneren Kontaktstiften. In diesen Fällen ist aber die Schutzleiterfunktion nicht mehr gegeben, so dass diese Benutzung ein Sicherheitsrisiko darstellt. Korrekterweise muss in diesem Fall ein Zwischenstecker verwendet werden.
Neuere Steckdosen können jedoch neben Typ-L-Steckern (10 Ampere und 16 Ampere) auch Schukostecker und verschiedene andere Stecker aufnehmen.

### Schweizer Norm SN441011
CEI 23-50 weist starke Ähnlichkeiten zur Schweizer Norm SN 441011 auf, jedoch mit den wesentlichen Unterschieden, dass die dreipoligen Stecker nach CEI 23-50 durch den nicht seitlich versetzten Schutzkontakt nicht verpolungssicher sind und dass die Schweizer Norm mittlerweile nur noch Steckdosen und Kupplungen mit Schutzkragen erlaubt. Die italienische hingegen sieht keine Schutzkrägen vor und verlässt sich zur Erreichung der Fingersicherheit ausschließlich auf die Teilisolierung der spannungsführenden Kontaktstifte. Die Stiftkonfiguration des zweipoligen Schweizer Steckers Typ 11 für 10 Ampere entspricht durch den fehlenden Schutzkontakt dem italienischen Stecker S10 (»spina 10«), ebenfalls für 10 Ampere. Der Stecker SN 441011 T11 ist daher an italienischen Steckdosen verwendbar und umgekehrt der Stecker CEI 23-50 S10 an Schweizer Steckdosen, so die Außenkontur des Steckers so gewählt ist, dass sie in den Schutzkragen der Steckdose oder Kupplung passt.

## Sicherheit

### Verpolungssicherheit
Stecker vom Typ L sind nicht verpolungssicher. Damit ist beim Anschluss von Steckern die Lage des Außenleiters und des Neutralleiters nicht fest vorgegeben, was zu Sicherheitsrisiken bei bestimmten Verbrauchern führen kann. Beispielsweise kann es vorkommen, dass der Außenleiter statt mit dem Fußpunkt einer Glühlampe mit der leichter zu berührenden Schraubfassung verbunden ist.

### Fingersicherheit
Schutzkragen um Steckdosen sind nicht vorgesehen. Fingersicherheit wird dadurch erreicht, dass die Kontaktstifte generell mit einem isolierten Schaft versehen sind.
Das einpolige Einführen von Steckern in Kupplungen wird – sofern die Bauweise der Kupplung dies nicht ohnehin unmöglich macht – durch Schutzklappen verhindert, die sich nur öffnen, wenn in beide Öffnungen ein Stift eingeführt wird.

### Vorauseilender Schutzleiter
Ein vorauseilender Schutzleiter, der beim Einstecken vor den spannungsführenden Leitern Kontakt bekommt, ist zwar theoretisch durch entsprechende Anordnung der Kontaktfedern möglich, aber von der Norm nicht ausdrücklich vorgesehen und folglich nicht überall umgesetzt.

### Mechanische Eigenschaften
Durch die schmale Bauform der Stecker, die vergleichsweise große Tiefe und das Fehlen eines Schutzkragens ist ein sicherer Halt des Steckers in der Dose insbesondere bei Variante 1 nicht immer gewährleistet. Zwar verhindert der fingersichere Aufbau der Stecker ein versehentliches Berühren von spannungsführenden Teilen, eine einwandfreie Kontaktierung kann damit jedoch speziell bei abgenutzten Steckdosen nicht gewährleistet werden.

### Elektrische Belastbarkeit
Feinsicherungen in den Steckern sind nicht vorgesehen, so dass der einzige Schutz gegen elektrische Überlastung von Steckverbindungen die Sicherung der Hausinstallation ist.
In Kombinationsteckdosen, die Version 1 (10 A) und Version 2 (16 A) aufnehmen können, werden meist beide Kontakte parallel geschaltet, so dass eine getrennte Absicherung für 10 A und 16 A nicht möglich ist.

### Kindersicherheit
Kupplungen an Verlängerungskabeln und Steckerleisten sind mit Schutzvorrichtungen ausgestattet, die hauptsächlich ein einpoliges Einführen von Steckern verhindern sollen, aber ebenso Schutz gegen das Einführen von Gegenständen in eine einzelne Öffnung bietet. An Wandsteckdosen fehlte früher diese Vorrichtung oftmals, neuere Wandsteckdosen verfügen jedoch ebenfalls über diesen Schutz.

### Kompatibilität
Viele Steckersysteme sind mit dem Ziel entwickelt worden, inkompatibel zu allen anderen (und von den Entwicklern des neuen Systems meist als unsicher angesehenen) Systemen zu sein; echter Schutz lässt sich auf diesem Weg aber nicht erreichen. Oft beantwortet die Industrie solche Inkompatibilitäten mit Lösungen, die – zwangsläufig oder potenziell – noch unsicherer sind als das „alte“ System.
Im Fall des Typ L können Gost-7396-Stecker, die vor allem in Osteuropa und Spanien zu finden sind, sowie einige Stecker des französischen 2P+T-Systems in Kupplungen eingeführt werden, die für Stecker der Variante 1 vorgesehen sind. Dabei werden zwar die spannungsführenden Kontakte verbunden, so dass ein angeschlossenes Gerät funktioniert, nicht jedoch der Schutzleiter.

## Verbreitung
- Italien (inkl. San Marino und Vatikanstadt); Schuko-Steckdosen sind vor allem in Südtirol (besonders in Neuinstallationen) üblich; daneben sind in Italien auch Eurostecker weit verbreitet
- Albanien;
- Zum Teil in Slowenien und Kroatien, seit dort von den Elektroinstallationsbetrieben bevorzugt modulare Steckdosen von BTicino statt der einst in Jugoslawien vorherrschenden deutschen runden Installationsdosen verbaut werden.
- Einzelne Länder in Afrika, Asien und Lateinamerika, dort jedoch nicht ausschließlich
- Auf den Kanarischen Inseln